# العلاقات الأسترالية الهندية
العلاقات الأسترالية الهندية هي العلاقات الخارجية بين كومنولث أستراليا وجمهورية الهند. قبل الاستقلال، كانت كل من أستراليا والهند جزءًا من الإمبراطورية البريطانية. كلاهما أعضاء في دول الكومنولث. كما تشتركان في روابط سياسية واقتصادية وأمنية ولغوية ورياضية. نتيجة للاستعمار البريطاني، ظهرت لعبة الكريكيت كصلة ثقافية قوية بين البلدين، بالإضافة إلى اللغة الإنجليزية. يشمل التعاون العسكري بين أستراليا والهند التدريبات البحرية المشتركة المنتظمة (أوسيندكس).

## التاريخ

### قبل عام 1788
وفقًا لدراسة حديثة، فقبل استعمار أستراليا، هناك أدلة على هجرة قديمة للهنود إلى أستراليا قبل نحو 4,000 إلى 5,000 سنة بناءً على دراسات الحمض النووي وتطور اللغة عند الهنود الأصليين والأستراليين الأصليين.

### في أثناء الإمبراطورية البريطانية
بدأت العلاقات بين أستراليا والهند مباشرة بعد الاستيطان الأوروبي لأستراليا عام 1788. عند تأسيس المستعمرة الجزائية في نيو ساوث ويلز، كانت شركة الهند الشرقية البريطانية تسيطر على كل العمليات التجارية من المستعمرة وإليها، على الرغم من استهجان ذلك على نطاق واسع. انقطعت السبل بسفينة تدعى سيدني كوف المبنية في كلكتا، مع حمولتها من شراب الروم، أمام سواحل تاسمانيا، فأبحر طاقمها (الذي يضم 12 بحارًا هنديًا) عام 1796 مجدّفين قاربًا طويلًا في البداية، ثم قطعوا رحلة طويلة على اليابسة من تاسمانيا إلى سيدني، ولم ينجُ في النهاية إلا بحاران بريطانيان وبحار هندي واحد.
سُميت بلدة أستراليا الغربية «أستراليند» (المؤسسة عام 1841) بهذا الاسم الهجين بين كلمتي أستراليا والهند. توجد مدينة مانغالور في كل من الهند وأستراليا (مانغالور في كارناتاكا، ومانغالور في فيكتوريا، ومانغالور في تاسمانيا، ومانغالور في كوينزلاند). استُخدمت المدن الأسترالية سرفانتس، ونورثهامبتون، ومادورا (المؤسسة عام 1876) لتربية خيول الفرسان للجيش الهندي البريطاني خلال أواخر القرن التاسع عشر. استُخدمت هذه الخيول في مقاطعة الحدود الشمالية الغربية (باكستان حاليًا).
في المستعمرات الأولى، كان الهنود يُجلّبون إلى أستراليا بصفتهم عمالًا وخدم منازل، ثم أصبحت الهجرة محدودة بعد الاتحاد. شهدت الهجرة التدريجية خلال السنوات الأخيرة من إقامة سياسة أستراليا البيضاء انتقال العمال إلى أستراليا خاصة خلال فترات نقص اليد العاملة، مثل السيخ في مدينة وولغولغا.

### بعد استقلال الهند
بعد الحرب العالمية الثانية، دعمت حكومة بن شيفلي الأسترالية استقلال الهند عن الإمبراطورية البريطانية لتعمل كجبهة ضد الشيوعية. في وقت لاحق، وتحت حكم روبرت مينزيس، دعمت أستراليا قبول الهند كجمهورية في دول الكومنولث. في عام 1950، أصبح مينزيس أول رئيس وزراء أسترالي يزور الهند، حيث التقى بالحاكم العام شاكرافارتي راجاغوبالاتشاري ورئيس الوزراء جواهرلال نهرو.
ضمن خطة كولومبو، حصل العديد من الطلاب الهنود على رعاية للذهاب بغرض الدراسة في أستراليا في الخمسينيات والستينيات من القرن العشرين. شهد تخفيف القيود في أواخر الستينيات زيادة في عدد الهنود غير الأوروبيين المهاجرين إلى أستراليا وخاصة الخبراء منهم. في عامي 2012-2011، كان الهنود أكبر مصدر للهجرة الدائمة إلى أستراليا. تعد أستراليا أيضًا الوجهة الثانية الأكثر شعبية لطلاب الجامعات الهنود، إذ هناك ما يقرب من 60,000 هندي يحمل تأشيرة طالب في أستراليا في 2017.
بعد الاستقلال، حافظت أستراليا على علاقات مع كل من الهند وباكستان، مع قلق الهند قليلًا بشأن مبيعات الدفاع فاقت الحدود مثل شحنة 50 طائرة مقاتلة من طراز ميراج وأجزاء في عام 2007.

## العلاقات الدبلوماسية
أقامت الهند لأول مرة مكتبًا تجاريًا في سيدني بأستراليا عام 1941. ويمثله حاليًا مفوض سامٍ في سفارة كانبيرا والقنصل العام في كل من سيدني وبيرث وملبورن. لدى أستراليا مفوضية عليا في نيودلهي وقنصليات في مومباي وتشيناي. في أوائل عام 2018، أعلنت الحكومة الأسترالية عن إنشاء قنصلية عامة في كلكتا خصيصًا لتشجيع الأعمال التجارية مع قطاع التعدين المتنامي في الهند.
إلى جانب كونهما عضوين في دول الكومنولث، فإن كلا البلدين عضوان مؤسسان للأمم المتحدة، وعضوان في المنظمات الإقليمية منها رابطة حافة المحيط الهندي للتعاون الإقليمي، ومنتدى آسيان الإقليمي.
دعمت أستراليا بشكل دائم موقف الهند فيما يخص أروناجل برديش، الولاية الخاضعة للنزاعات الدبلوماسية بين الهند وجمهورية الصين الشعبية.
حصل تفجير فندق سيدني هيلتون -وهو محاولة فاشلة لاغتيال رئيس الوزراء الهندي في أثناء اجتماع رؤساء حكومات دول الكومنولث عام 1978- على اهتمام كبير في ذلك الوقت.
على الرغم من أن أستراليا والهند كانت لديهما أحيانًا آراء إستراتيجية متضاربة خلال الحرب الباردة، فقد تشكلت بينهما علاقات أمنية أوثق في السنوات الأخيرة، بما في ذلك الإعلان المشترك حول التعاون الأمني عام 2009.
ساهمت الزيارات الأخيرة لرئيسَي الوزراء الهندي والأسترالي -مثل زيارة توني أبوت عام 2014، وزيارة ناريندرا مودي إلى أستراليا في وقت لاحق من العام نفسه وهي الزيارة الأولى لرئيس وزراء هندي منذ 28 عامًا، وزيارة مالكولم تورنبول عام 2017- في تقدم العلاقة.

## التجارة

### العلاقات الاقتصادية
في حين كانت الهند أول شريك تجاري كبير لأستراليا؛ باستقبال الواردات عبر شركة الهند الشرقية، يعود تاريخ الصادرات من أستراليا إلى الهند إلى أواخر القرن الثامن عشر وأوائل القرن التاسع عشر، عندما كان الفحم من سيدني والخيول من نيو ساوث ويلز تُصدّر إلى الهند. اعتبارًا من عام 2016، بلغ إجمالي قيمة التجارة الثنائية بين البلدين 21.9 مليار دولار أسترالي، بعد أن كان يبلغ 4.3 مليار دولار أسترالي في عام 2003. قال رئيس الوزراء الأسترالي مالكولم تورنبول إن التجارة الثنائية بين أستراليا والهند التي تُقدر قيمتها بـ20 مليار دولار هي «جزء صغير مما ينبغي أن نتطلع إليه، بالنظر إلى نقاط التقاطع العديدة بين اقتصادَينا». انحرفت التجارة بشدة نحو أستراليا. تصدّر أستراليا بشكل رئيسي الفحم، والخدمات (التعليم بشكل أساسي)، والخضروات للاستهلاك البشري، والذهب، وخامات النحاس ومركزاته، في حين أن صادرات الهند الرئيسية هي البترول المكرر، والخدمات (الخدمات المهنية مثل الاستعانة بمصادر خارجية)، والأدوية، واللؤلؤ، والأحجار الكريمة، والمجوهرات. التحق أكثر من 97,000 طالب هندي بأستراليا عام 2008، وهو ما يمثل تصديرًا تعليميًا بقيمة ملياري دولار أسترالي. يكشف التعداد السكاني لعام 2016 في أستراليا أنها موطن لعدد من المهاجرين من آسيا أكثر من أوروبا.
في 2016-2015، بلغت القيمة الإجمالية للتجارة بين أستراليا والهند 19.4 مليار دولار أسترالي، وهي زيادة كبيرة عن العقد السابق. شملت الصادرات الأسترالية الفحم والخضروات والذهب، وشملت الصادرات الهندية البترول المكرر والأدوية وخدمات الأعمال.
أنشأت الهند وأستراليا صندوق أبحاث إستراتيجية بقيمة 100 مليون دولار.

## مقارنة بين البلدين
هذه مقارنة عامة ومرجعية للدولتين:
| وجه المقارنة                                              | أستراليا                                   | الهند                       |
| --------------------------------------------------------- | ------------------------------------------ | --------------------------- |
| المساحة (كم2)                                             | 7.69 مليون                                 | 3.29 مليون                  |
| عدد السكان (نسمة)                                         | 24.51 مليون                                | 1.35 مليار                  |
| الكثافة السكانية (ن./كم²)                                 | 3.19                                       | 410.33                      |
| العاصمة                                                   | كانبرا، ملبورن                             | نيودلهي                     |
| اللغة الرسمية                                             | لغة إنجليزية                               | اللغة الهندية، لغة إنجليزية |
| العملة                                                    | دولار أسترالي، جنيه إسترليني، جنيه أسترالي | روبية هندية                 |
| الناتج المحلي الإجمالي (بليون دولار)                      | 1.32 تريليون                               | 2.60 تريليون                |
| الناتج المحلي الإجمالي (تعادل القوة الشرائية) بليون دولار | 1.10 تريليون                               | 8.00 تريليون                |
| الناتج المحلي الإجمالي الاسمي للفرد دولار أمريكي          | 56.31 ألف                                  | 1.60 ألف                    |
| الناتج المحلي الإجمالي للفرد دولار أمريكي                 | 45.92 ألف                                  | 5.70 ألف                    |
| مؤشر التنمية البشرية                                      | 0.939                                      | 0.609                       |
| رمز المكالمات الدولي                                      | +61                                        | +91                         |
| رمز الإنترنت                                              | .au                                        | .in، .भारत ‏، .بھارت ‏،        |
| المنطقة الزمنية                                           |                                            | ت ع م+05:30، توقيت الهند    |

## مدن متوأمة
في ما يلي قائمة باتفاقيات التوأمة بين مدن أسترالية وهندية:
- ترتبط بريزبان مع لكهنؤ باتفاقية توأمة منذ 1985.[44][44]
- ترتبط سيدني مع نيودلهي باتفاقية توأمة منذ 16 سبتمبر 1980.[45]

## منظمات دولية مشتركة
يشترك البلدان في عضوية مجموعة من المنظمات الدولية، منها:
| علم المنظمة | اسم المنظمة                        | تاريخ انضمام أستراليا | تاريخ انضمام الهند |
| ----------- | ---------------------------------- | --------------------- | ------------------ |
|             | مجموعة العشرين                     | ?                     | ?                  |
|             | منظمة التجارة العالمية             | ?                     | 1995               |
|             | الاتحاد البريدي العالمي            | ?                     | ?                  |
|             | منتدى آسيان الإقليمي ‏              | ?                     | ?                  |
|             | دول الكومنولث                      | ?                     | 15 أغسطس 1947      |
|             | يونسكو                             | 4 نوفمبر 1946         | 4 نوفمبر 1946      |
|             | الفريق المعني برصد الأرض           | ?                     | ?                  |
|             | مؤسسة التمويل الدولية              | 20 يوليو 1956         | 20 يوليو 1956      |
|             | بنك التنمية الآسيوي                | 1966                  | 1966               |
|             | منظمة حظر الأسلحة الكيميائية       | ?                     | ?                  |
|             | مؤسسة التنمية الدولية              | 24 سبتمبر 1960        | 24 سبتمبر 1960     |
|             | نظام تحكم تكنولوجيا القذائف        | 1990                  | 2016               |
|             | وكالة ضمان الاستثمار متعدد الأطراف | 10 فبراير 1999        | 6 يناير 1994       |
|             | الاتحاد الدولي للاتصالات           | 27 مايو 1878          | 1869               |
|             | منظمة الشرطة الجنائية الدولية      | ?                     | ?                  |
|             | الأمم المتحدة                      | 1 نوفمبر 1945         | 30 أكتوبر 1945     |
|             | البنك الدولي للإنشاء والتعمير      | 5 أغسطس 1947          | 27 ديسمبر 1945     |
|             | المنظمة الهيدروغرافية الدولية      | ?                     | ?                  |

## أعلام
هذه قائمة لبعض الشخصيات التي تربطها علاقات بالبلدين:
- أكشاي فينكاتيش (عالم رياضيات أسترالي من أصل هندي مهتم في نظريات الأعداد، 21 نوفمبر 1981 –)
- أنوشا دانديكار (ممثلة هندية، 9 يناير 1981 –)
- إيشا شارفاني (ممثلة ساخنة، 29 سبتمبر 1984 –)
- بالافي شاردا (ممثلة هندية، 5 مارس 1988 –)
- تشي نيللي (10 مارس 1983 –)
- جوي سباستيان (26 أكتوبر 1981[53][54][55] –)
- رجا رام (موسيقي أسترالي، 18 ديسمبر 1941 –)
- ريان وليامز (لاعب كرة قدم أسترالي، 28 أكتوبر 1993 –)
- ريس وليامز (لاعب كرة قدم أسترالي، 14 يوليو 1988[56] –)
- سامانثا جيد (18 أبريل 1987 –)
- سامانثا كر (لاعبة كرة قدم أسترالية، 10 سبتمبر 1993[57] –)
- صابرينا حسامي (3 يوليو 1986 –)
- كيلي غيل (14 مايو 1995 –)
- ليزا هايدون (17 يونيو 1986 –)
- نايكثا بينز (لاعبة كرة مضرب أسترالية، 17 ديسمبر 1997 –)

## وصلات خارجية
- موقع وزارة الخارجية الأسترالية
- موقع وزارة الخارجية الهندية